# Trần Huệ công
Trần Huệ công (chữ Hán: 陳惠公; trị vì: 529 TCN-506 TCN), tên thật là Quy Ngô (媯吳), là vị vua thứ 24 của nước Trần – chư hầu nhà Chu trong lịch sử Trung Quốc.

## Được vua Sở phục quốc
Trần Huệ công vốn là con của thế tử Quy Yển Sư, cháu nội Trần Ai công – vua thứ 23 nước Trần. Trần Ai công yêu mẹ công tử Lưu giao Lưu cho công tử Chiêu và công tử Quá chăm sóc.
Năm 534 TCN, Trần Ai công ốm nặng. Công tử Chiêu và công tử Quá bèn giết thế tử Yển Sư, lập công tử Lưu làm thế tử. Trần Ai công phẫn uất tự vẫn, công tử Chiêu và công tử Quá lập Quy Lưu lên ngôi.
Một người em công tử Yển Sư (người chú khác của Quy Ngô) là công tử Thắng sang tố cáo với Sở Linh vương. Sở Linh vương sai công tử Khí Tật mang quân diệt nước Trần, Trần Lưu chạy sang nước Trịnh. Sở Linh vương phong Khí Tật làm Trần công cai trị nước Trần.
Được 5 năm, công tử Khí Tật đảo chính giết Linh vương lên làm vua Sở, tức là Sở Bình vương. Năm 529 TCN, Sở Bình vương trả lại nước Trần cho họ Quy, bèn tìm Quy Ngô lập làm vua, tức là Trần Huệ công.

## Quan hệ với chư hầu
Năm 522 TCN, Hoa Hợi, Hoa Định và Hướng Ninh nước Tống mâu thuẫn với Tống Nguyên công, bị đánh bại bèn chạy trốn sang nước Trần. Trần Huệ công giúp họ Hoa và họ Hướng. Năm 521, hai họ mang quân về đất Nam Lý chống lại vua Tống, bị quân chư hầu Tề, Tấn, Vệ, Tào hợp lại đánh bại. Họ Hoa cuối cùng phải chạy lưu vong sang nước Sở.
Năm 520 TCN, Sở và Ngô xảy ra chiến tranh. Trần Huệ công sai tướng Hạ Khiết mang quân giúp Sở chống Ngô. Ngô vương Liêu theo kế công tử Quang, dồn quân tấn công vào cánh quân 3 nước Trần, Hồ và Trầm, kết quả đánh bại quân 3 nước, bắt sống Hạ Khiết cùng vua 2 nước kia. Quân Sở thua trận rút chạy.
Năm 519 TCN, Ngô vương Liêu sai công tử Quang mang quân đánh nước Trần, chiếm đất Hồ.
Năm 506 TCN, Trần Huệ công qua đời. Ông ở ngôi được 24 năm. Một số sách sử viết niên đại Trần Huệ công liền tiếp ngay sau Trần Ai công mà bỏ qua thời kỳ chiếm đóng của nước Sở (công tử Khí Tật), nên ghi là ông ở ngôi từ năm 533 TCN, được 28 năm. Con ông là Quy Liễu lên nối ngôi, tức là Trần Hoài công.